# Мухобойка

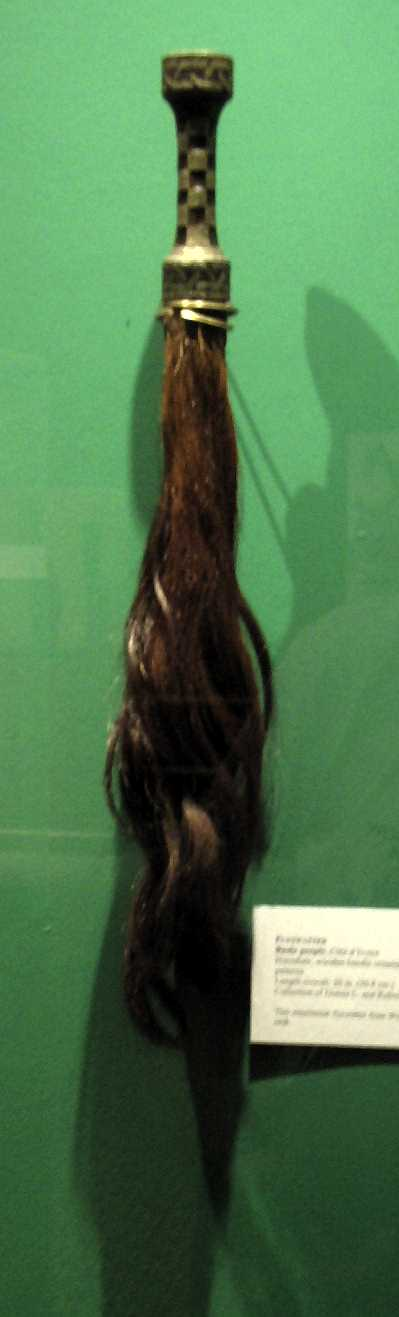
Африканская мухобойка из Кот-д’Ивуара, сделанная из конского волоса, с украшенной деревянной ручкой

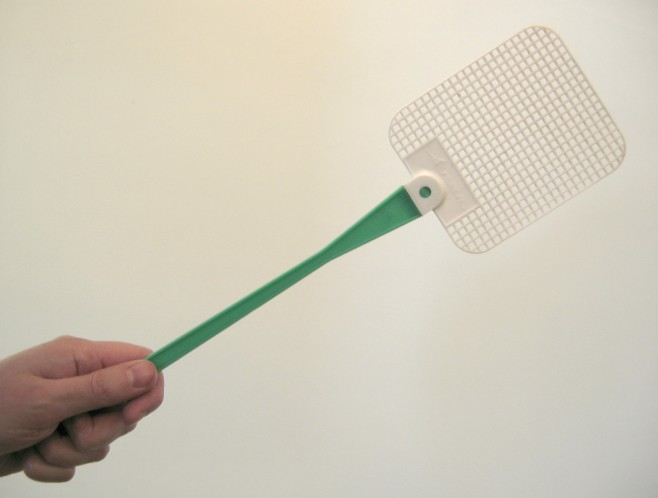
Обычная пластиковая мухобойка

Герб Американского Самоа

Мухобо́йка (разг. хлопушка) — инструмент для отпугивания или прихлопывания мух. Может представлять собой как пластиковое или резиновое изделие на длинной ручке, так и пучок волос или листьев. Во многих странах, особенно в условиях жаркого климата, являются необходимыми для представителей многих профессий, в частности уличных торговцев, сторожей и надсмотрщиков.

## Сакральное значение
В некоторых культурах мухобойки служат регалиями. 
Так, например, в Африке мухобойки используются многими лидерами стран и в наши дни: кенийский лидер Джомо Кениата в торжественных случаях носил с собой мухобойку как символ власти у народа масаи, так же как и лидер Малави Хастингс Банда. 
Южноафриканский джазовый музыкант Jabu Khanyile всегда брал с собой масайскую мухобойку на сцену как свой фирменный атрибут.
Особо стоит отметить ярко украшенную мухобойку, являющуюся частью королевских регалий Таиланда. Её рукоятка сделана из выгравированной слоновьей кости, а волосы — из хвоста слона-альбиноса. Мухобойки также являются символом власти в Полинезии.
В индонезийском искусстве мухобойка — один из элементов, ассоциирующихся с Шивой. Эти инструменты часто встречаются на религиозных изображениях в даосизме, буддизме и индуизме. Дзэн-буддийские монахи используют мухобойки хоссу, которые передаются от мастера к ученику. 
Мухобойка часто является частью аштамангалы, особенно в Непале.

## Алжирский инцидент
В 1827 году последний османский правитель Алжира Хуссейн Дей ударил французского посла мухобойкой по лицу во время жаркой дискуссии по поводу неуплаченных долгов. Это послужило поводом для французского вторжения в Алжир в 1830 году.

## Электрическая мухобойка

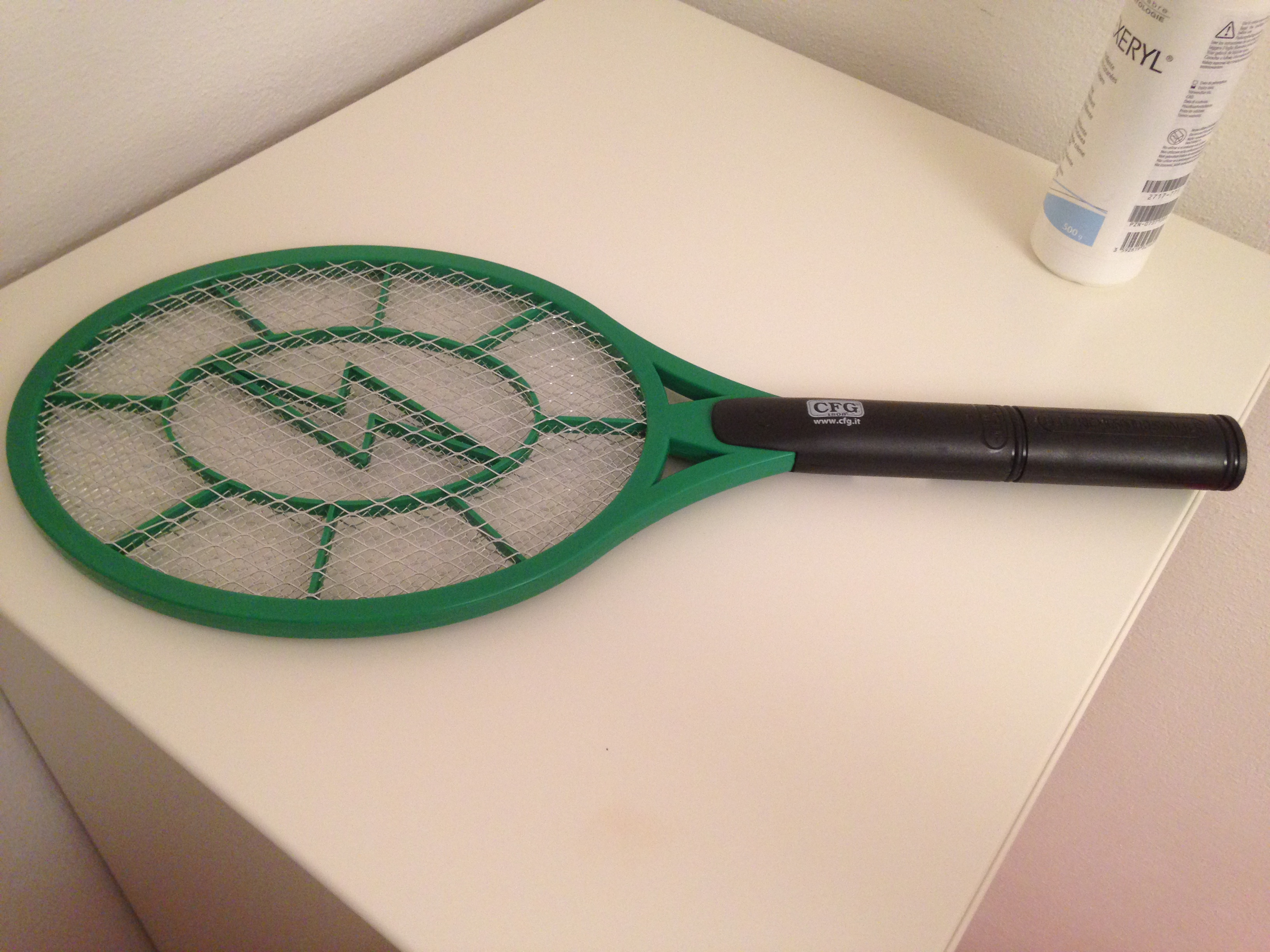
Электрическая мухобойка

Электрическая мухобойка внешне похожа на теннисную ракетку, вместо струн натянуты три сеточных электрода (центральный и два периферийных), разделённые воздушными промежутками и изолирующими вставками. Электронная схема генерирует высокое электрическое напряжение, которое подводится к центральному и периферийным электродам. Конструкция исключает поражение человека электрическим током. Встроенное зарядное устройство позволяет заряжать аккумуляторы от электрической сети. «Охотник» должен взмахнуть электрической мухобойкой так, чтобы летящее насекомое оказалось в воздушном промежутке между электродами. Электрический разряд убивает насекомое. Для удачной ночной «охоты» имеются два встроенных светодиодных фонарика. Электрическая мухобойка также эффективна против комаров.